# L'Homme qui valait trois milliards
Ne doit pas être confondu avec L'Homme qui valait des milliards.
L'Homme qui valait trois milliards ou L'Homme de six millions au Québec (The Six Million Dollar Man) est une série télévisée américaine de science-fiction et de fantastique, en 99 épisodes de cinquante minutes et en six téléfilms, créée par Richard Irving d'après le roman Cyborg de Martin Caidin et diffusée entre le 7 mars 1973 et le 6 mars 1978 sur le réseau ABC.
En France, la série a été diffusée à partir du 11 janvier 1975 sur Antenne 2,. Elle a été rediffusée sur diverses chaînes : sur TF1 au cours de l'été 1982; sur La Cinq de juin 1988 à avril 1992, qui a alors programmé des épisodes jusque-là inédits ; sur 13e rue à partir de septembre 2002 ; sur Jimmy et sur CinéCinéma Star à partir de février 2010. Elle a été  aussi diffusée sur Paramount Channel (France) à partir de février 2020.
Au Québec, la série a été diffusée à compter du 24 janvier 1978 sur le réseau TVA, puis rediffusée à partir du 28 août 2000 sur Canal D et sur Prise 2 en 2008-2009.

## Synopsis
La série se déroule dans le contexte de la guerre froide. La majorité des scénarios et des épisodes reflète cette période (espionnage, matériel espion, terrorisme). C'est aussi le cas pour la série spin-off Super Jaimie.
Le colonel Steve Austin (en), un astronaute américain chevronné, a fait partie de ceux qui ont marché sur la Lune. Plusieurs mois après, redevenu pilote d'essai pour la NASA, et alors qu'il pilote un engin expérimental lors du test en vol d'un nouveau jet à corps portant Northrop M2-F2, il est victime d'une avarie qui le contraint à un atterrissage en catastrophe. Il ne peut alors éviter le crash de son appareil, et est gravement blessé.
À la suite de son accident, il subit une intense opération chirurgicale, au cours de laquelle certaines parties de son corps (dont le bras droit, les jambes et l'œil gauche) sont remplacées par des prothèses bioniques dernier cri valant six millions de dollars, qui améliorent considérablement ses performances physiques. Il peut dès lors courir bien plus vite, voir bien plus loin et soulever des charges bien plus lourdes. Cependant, le grand froid (à une température en dessous de 0 °C) rend inutilisable sa force bionique.
Steve Austin devient alors un agent secret pour l'OSI (« Government Office of Scientific Information » - Bureau gouvernemental de l'information scientifique en français) sous la direction d'Oscar Goldman (en), pour qui il accomplit les missions les plus dangereuses.

## Distribution

### Personnages principaux
- Lee Majors (VF : Dominique Paturel ; VQ : Michel Dumont) : le colonel Steve Austin (en), astronaute.
- Richard Anderson (VF : Jacques Deschamps ; VQ : Jean Fontaine) : Oscar Goldman (en), le directeur de l'OSI.
- Alan Oppenheimer (VF : Claude Joseph et VQ : Benoît Marleau dans la saison 3 et Vincent Davy dans la saison 2) : le docteur Rudy Wells (1974-1975)
- Martin E. Brooks (en) (VF : Jean Berger ; VQ : Vincent Davy) : le docteur Rudy Wells (1975-1978)
- Darren McGavin : Oliver Spencer (film TV pilote)
- Jennifer Darling : Peggy Callahan
- Lindsay Wagner (VF : Dominique MacAvoy ; VQ : Claudine Chatel) : Jaimie Sommers (en) (1975 + des apparitions dans certains épisodes)
- Monte Markham (VF : Serge Sauvion) : Barney Miller (1975) / Barney Hiller[a], le second homme reconstruit par le docteur Rudy Wells, après Steve Austin.

 Source et légende : version québécoise (VQ) sur Doublage.qc.ca

### Invités (guest-stars)
- Farrah Fawcett : le major Kelly Wood (quatre épisodes entre 1974 et 1976). Farrah Fawcett était à l'époque l'une des héroïnes de la série Drôles de dames et l'épouse de Lee Majors.
- Martin Caidin : G.H. Beck (deux épisodes en 1977)
- George Foreman : Marcus Grayson (saison 2, épisode 17, « Le Sosie »)
- Bernie Hamilton : l'inspecteur de police (saison 2, épisode 28)
- Chuck Connors : un démineur (saison 3, épisode 3)
- Sonny Bono : John Perry, un chanteur et ami de Steve Austin (saison 3, épisode 4)

Autres guest-stars de la série sont : Kim Basinger, William Shatner, Erik Estrada, John Saxon, Stefanie Powers, Jack Colvin, André The Giant.

## Doublage
- En anglais, le mot « bionic » présente une diphtongue et se prononce phonétiquement « baillonique ». Afin de couvrir l'ouverture de bouche des comédiens américains qui traînent sur le « i » du mot « bionic » , les doubleurs de la version française ont transformé le mot en « bio-ionique ». Il s'agit là d'une prononciation totalement inventée constituant une faute de traduction.
- Les épisodes ont été doublés pour partie en France et pour une autre partie au Canada, ce qui explique le changement de voix des acteurs principaux.
- La direction artistique de la version française réalisée en France fut assurée par Jacques Deschamps.

## Steve Austin et Jaimie Sommers dans leurs séries respectives
Jaimie Sommers dans les épisodes de la série L'Homme qui valait trois milliards
- saison 2 : La Femme bionique 1 et 2
- saison 3 : Le Retour de la femme bionique 1 et 2, L'Empreinte du diable 1re partie, Tanya, Le Grand Frère
- saison 4 : Le Retour du scalpeur 1 et 2
- les 3 téléfilms = Mission bionique, L'Espion bionique, Mariage bionique

Steve Austin dans les épisodes de la série Super Jaimie
- saison 1 : Bienvenue Jaimie 1re partie, Témoin du passé, Les Missiles de la mort
- saison 2 : Pour la vie d'Oscar 1, 2 et 3
- les trois téléfilms : Mission bionique, L'Espion bionique, Mariage bionique

## Téléfilms-réunion
- 1987 : Mission bionique ou Le Retour de l'Homme qui valait 3 milliards et de Super Jaimie (The Return of the Six-Million-Dollar Man and the Bionic Woman) diffusé le 17 novembre 1990[8] sur La Cinq
- 1989 : L'Espion bionique (Bionic Showdown: The Six Million Dollar Man and the Bionic Woman diffusé sur La Cinq
- 1994 : Mariage bionique (Bionic Ever After?) - diffusé en version originale sous-titrée sur Jimmy

## Distinctions

### Récompense
- TV Land Award 2003 : prix du Meilleur super-héros pour Lee Majors

### Nominations
- Nomination à l'Emmy Award 1976 du Meilleur son
- Nomination à l'Emmy Award 1977 du Meilleur son
- Nomination au Golden Globe 1977 du Meilleur acteur dans une série dramatique

## Autour de la série

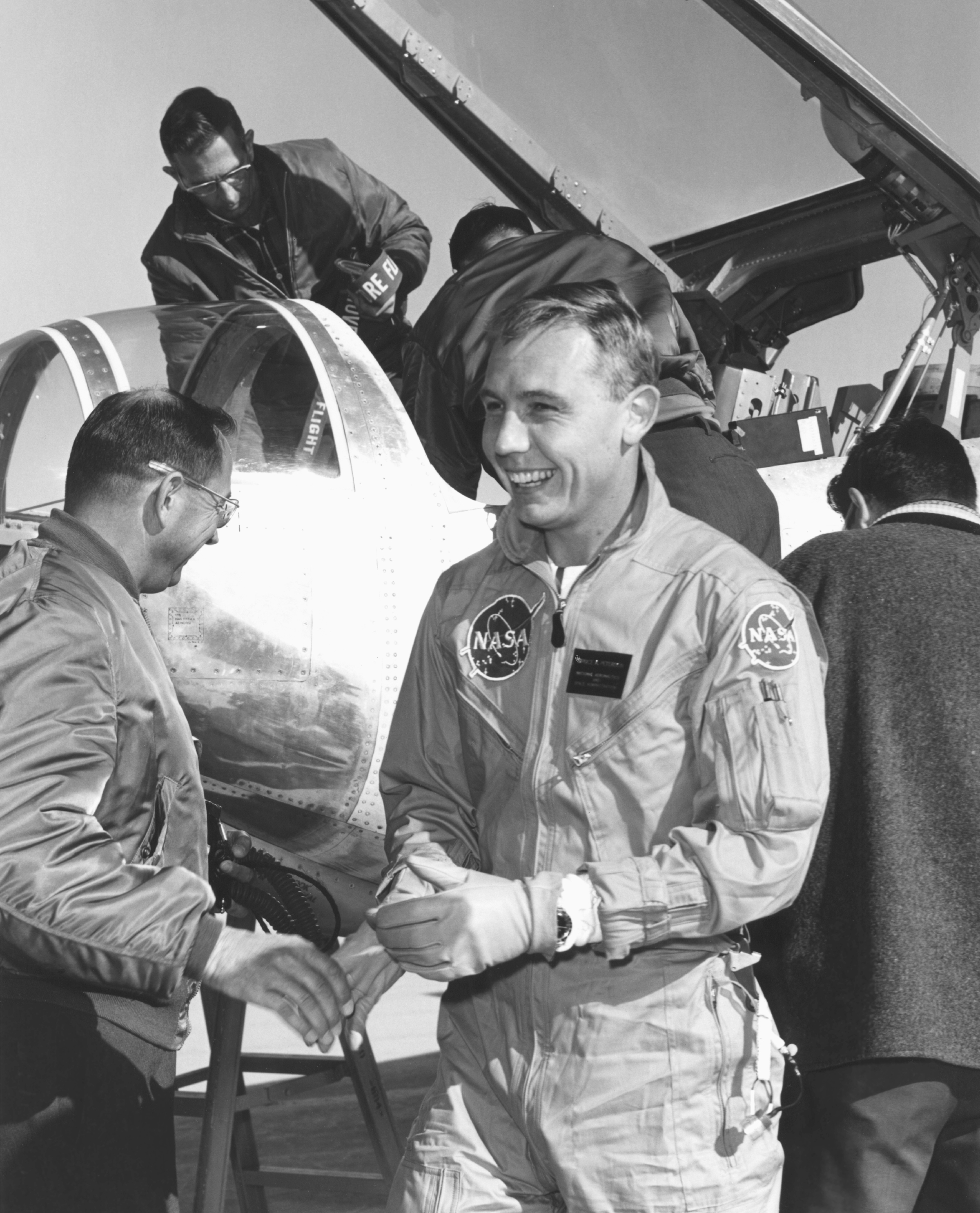
Le pilote d'essai Bruce Peterson avant son terrible accident.

- Le crash d'avion pendant le générique utilise le film du crash réel d'un prototype, le 10 mai 1967 sur la Edwards Air Force Base, en Californie, auquel le pilote Bruce Peterson (1933-2006) a d'ailleurs survécu, même s'il y a perdu l'œil droit. Ce dernier, par ailleurs, se plaignait de voir son accident souvent diffusé à la télévision. Le prototype de Peterson était un Northrop M2-F2, même si dans l'épisode Reconstitution il est précisé que Steve Austin pilotait un Northrop HL-10.
- Les épisodes inédits diffusés sur La Cinq ont été doublés au Québec. En France, bizarrement, les épisodes de L'Homme qui valait trois milliards dans lesquels le personnage de Jaimie Sommers était présenté au public n'ont jamais été diffusés lors de la première diffusion française de Super Jaimie. Quant au premier téléfilm pilote, jamais doublé, il ne fut présenté en France que dans les années 2000, sur la chaîne 13e rue, exclusivement en version originale sous-titrée.
- Le héros n'aime pas toujours les missions qui lui sont confiées par Oscar Goldman : dans l'épisode pilote, il est clairement souligné qu'en contrepartie de ses implants et par conséquent de sa vie sauvée, Steve Austin doit devenir agent secret au service du Gouvernement.
- Le bruitage (célèbre son métallique avec écho) qui souligne la puissance bionique est apparu de façon permanente à la troisième saison. Le ralenti est aussi un moyen utilisé lorsque Steve Austin se met à courir « bioniquement ».
- Dans le cinquième épisode de la deuxième saison, Steve Austin apprend fortuitement l'existence d'un second homme bionique : Barney Miller. Celui-ci, pilote automobile, a eu un grave accident ayant entraîné la perte de ses deux jambes et de ses deux bras. Ses quatre membres ont été remplacés par des éléments bioniques, raison pour laquelle il a coûté 500 millions (d'anciens francs) de plus (titre de la version française) que Steve Austin. Barney Miller a été choisi pour remplacer Steve Austin au cas où ce dernier trouverait la mort en mission. Malheureusement, Barney Miller est instable et dépressif : il supporte mal d'avoir reçu des éléments mécaniques. Sa force bionique lui est retirée après qu'il eut essayé de tuer le Dr Rudy Wells et Steve Austin. Il réapparaît dans l'épisode Duel ; sa force lui est rendue mais quand son épouse est enlevée, il doit collaborer avec des malfrats. Les deux hommes bioniques parviendront à faire justice.
- Steve Austin porte souvent un bracelet métallique au poignet droit (bras bionique). Par ailleurs, il joue du sourcil gauche très souvent en raison de son œil bionique. D'autre part, son style vestimentaire est aviateur car il est officier (colonel) de l'armée de l'air.
- Le générique, au moins en français, comporte des erreurs.
  - Dans le texte, le dialogue que Steve Austin a avec Oscar Goldman au cours de la défaillance de son appareil avant l'accident (puisque Steve Austin ne le connaissait pas alors).
  - Ensuite à l'image car sur le schéma technique c'est le bras gauche qui est présenté comme devant être remplacé alors que c'est la prothèse du bras droit qui est finalement montrée et installée.
- Le Dr Rudy Wells a été interprété par trois comédiens successivement : Martin Balsam (pilote 1973), Alan Oppenheimer (1974-1975) et Martin E. Brooks (1975-1978).
- Au sein de l'OSI, le niveau 3 est le degré hiérarchique ultime que détiennent très peu de personnes connaissant l'existence de la bionique et de ses pouvoirs.
- Martin Caidin, l'auteur du roman Cyborg, souhaitait avant le début de la série que le rôle de Steve Austin soit interprété par Monte Markham. L'acteur joue finalement le rôle de Barney Miller — « l'homme qui vaut sept millions de dollars » — à deux reprises.
- Le succès de L'homme qui valait trois milliards incita le producteur à lancer une série dérivée, Super Jaimie, pendant féminin de Steve Austin. De nombreuses lettres de protestations furent envoyées, le public n'acceptant pas la mort de Jaimie Sommers à la fin de l'épisode La Femme bionique - 2e partie, en 1975.
- Lee Majors a appelé Terry Fox "le vrai homme de six millions de dollars" après avoir regardé à la télévision le Téléthon où toutes les personnalités connues pouvant se rendre à Toronto étaient invitées à participer. L’événement accumula plusieurs millions de dollars. Un grand nombre des invités ont contribué financièrement à l'œuvre de Terry Fox.
- Pendant le tournage de l'épisode Carnaval d'espions en 1976, l´équipe découvrit par hasard dans un parc d'attraction la momie d'Elmer McCurdy, un bandit du XIXe siècle, qui était utilisée comme simple mannequin.
- Lee Majors apparaît, au début de la quatrième saison, avec une fine moustache car il souhaitait changer de look. Il a dû la raser, après plusieurs épisodes, car son public n'était pas « fan » de ce changement d'aspect[9]. À la cinquième saison, il change nettement de look (coiffure, tenues vestimentaires).
- Le catcheur américain Stone Cold Steve Austin a personnellement appelé Lee Majors pour demander l'autorisation de porter le nom de Steve Austin[10], et la réponse fut positive.
- Steve Austin (musicien) (en) est aussi le nom de scène du chanteur-bassiste du groupe Today Is The Day.
- L'image de la salle d'opération figurant au générique est un stock-shot provenant de l'épisode Le Spécialiste de la saison 2 de Columbo.
- La série est diffusée quotidiennement en semaine pour la première fois en haute définition avec des copies remastérisées plein écran sur la chaîne Paramount Channel à partir du  9 mars 2020[11].

## Éditions vidéo
En DVD :
- 2006 : DVD saison 1 (VF + VO) avec les trois films TV : La lune et le désert (VO), Vin, vacances et vahinés (VF), Un otage qui vaut de l'or (VO) et la saison 1.
- 2008 : DVD saison 2 (VF uniquement)
- 2008 : « L'homme qui valait trois milliards, l'intégrale de la série en DVD », collection de DVD (France) chez les marchands de journaux[12] ; comprend la totalité des épisodes (y compris les téléfilms et épisodes spéciaux) avec une fréquence d'un DVD de trois épisodes tous les quinze jours, accompagné d'un fascicule de 16 pages couleurs.
- 2009 : DVD saison 3 (VF uniquement)
- 2009 : DVD saison 4 (VF + VO) avec les deux épisodes inédits : Le garçon bionique (VO) et The Thunderbird Connection (VO).
- 2010 : DVD saison 5 (VF + VO) avec les trois téléfilms postérieurs : Mission bionique (VF), L'Espion bionique (VF) et Mariage bionique (VO) ; il manque l'épisode inédit en France, The Lost Island.
- 2016 : intégrale de la série en DVD chez Universal dans la collection « Vintage 70 », réunissant différentes intégrales de séries de cette décennie[b].
- 2018 : nouvelle version de l'intégrale de 2016 d'Universal, dans une nouvelle présentation qui contient l'épisode inédit en France, The Lost Island (en deux épisodes), absent dans la précédente édition, et avec le titre français L'île Perdue en version originale sous-titrée.

En Blu-ray :
- BLU-RAY intégrale : L'Homme qui valait trois milliards le 10 octobre 2023, + Super Jaimie' le 28 février 2024 : chez l'éditeur Elephant Films.

## Produits dérivés

### Jouets
- 1975 : Kenner commercialise une gamme de figurines de 30 cm à l'effigie de plusieurs personnages de la série

### Bandes dessinées
Neuf comics, pour un total de 10 histoires, ont été édités aux États-Unis sous le label Charlton Comics de juin 1976 à juin 1978.
- The Six Million Dollar Man: The Beginning of The Six Million Dollar Man (juin 1976) (dessins de Joe Staton) (22 planches)
- The Six Million Dollar Man: The Effigy (août 1976) (dessins de Neal Adams) (22 planches)
- The Six Million Dollar Man: Second Chance (octobre 1976) (dessins de Hector Castellon) (22 planches)
- The Six Million Dollar Man: A Lovely Assignment (décembre 1976) (dessins de Jack Sparling) (22 planches)
- The Six Million Dollar Man: The Man Who Isn't There (octobre 1977) (dessins de Jack Sparling) (22 planches)
- The Six Million Dollar Man: Spy in the Sky (février 1978) (dessins de Jack Sparling) (22 planches)
- The Six Million Dollar Man: Hostage / The Deadly Image (mars 1978) (dessins de Fred Himes) (11 planches pour chaque histoire)
- The Six Million Dollar Man: The Final Test (mai 1978) (dessins de Fred Himes) (22 planches)
- The Six Million Dollar Man: Match-Up (juin 1978) (dessins de Fred Himes) (22 planches)

En France, deux bandes dessinées brochées avec couverture souple ont été éditées dans la collection Télé Junior avec Bodis aux dialogues et Pierre Le Goff aux dessins.
- L'Homme qui valait trois milliards, Tome 1 (octobre 1979), comprenant 7 histoires :
  - Charmante mission ..!
  - Une conférence mouvementée
  - X=3
  - Glissement de dimensions...
  - Les requins de San-Cruz
  - L'île de la paix...
  - Le rallye qui tue...

- L'Homme qui valait trois milliards, Tome 2 (mars 1980), comprenant 7 histoires :
  - Sauvetage dans l'Arctique
  - Suicides en chaîne
  - L'avion des présidents
  - Les enfants de Theo
  - On a volé un satellite !
  - Trois heures pour gagner...
  - Un voyage d'agrément